# Bewerbungen für die Olympischen Winterspiele 2034
Dieser Artikel befasst sich mit den Bewerbungen für die Ausrichtung der Olympischen Winterspiele 2034.

## Abstimmung
Abstimmung am 24. Juli 2024 auf der 142. IOC-Session in Paris.
| Austragungsort      | Ja | Nein | Enthaltungen |
| ------------------- | -- | ---- | ------------ |
| Salt Lake City-Utah | 83 | 6    | 6            |

## Dialogphase
Ein neuer Bewerbungsprozess wurde bei der 134. IOC-Versammlung am 24. Juni 2019 in Lausanne beschlossen. Die Kernpunkte sind:
- Dauerhaftes Interesse an der Ausrichtung olympischer Veranstaltungen bei Städten/Regionen/Ländern und den Nationalen Olympischen Komitees (NOK) zu wecken
- Die Schaffung zweier so genannter Future Host Commissions, je eine für Sommer- und Winterspiele zur Überwachung des Interesses an der Austragung Olympischer Spiele

### Future Host Winter Commission
Die Future Host Winter Commission setzt sich aus den folgenden Mitgliedern zusammen:
| IOC-Mitglieder (4)                                                                          | Externe Vertreter (4)                                                                                    |
| ------------------------------------------------------------------------------------------- | --- |
| - Karl Stoss (Vorsitzender) - Danka Barteková - Astrid Uhrenholdt Jacobsen - Samira Asghari | - Zhang Hong (Athletenvertreterin) - Colin Grahamslaw (AIOWF) - Neven Ilic (NOCs) - Rita van Driel (IPC) |

Nach den Statuten der Future Host Commission ist der neue Bewerbungsprozess in zwei verschiedene Dialogphasen unterteilt:
- Kontinuierlicher Dialog: Ein unverbindlicher Dialog zwischen dem IOC und Städten/Regionen/Ländern/NOKs die an einer Ausrichtung zukünftiger olympischer Veranstaltungen interessiert sind
- Zielgerichteter Dialog: Ein zielgerichteter Dialog mit einer oder mehreren interessierten Parteien (benannt als preferred host/s) nach Empfehlung der Future Host Commission als Ergebnis des kontinuierlichen Dialogs.

## Bewerbungen im Zielgerichteten Dialog

### Salt Lake City – Utah
Salt Lake City war bereits Austragungsort der Olympischen Winterspiele 2002, sämtliche Austragungsorte wären noch vorhanden. Zuerst wollte sich Salt Lake City für die Olympischen Winterspiele 2030 bewerben, allerdings wurde im Februar 2020 bekannt gegeben, dass die Bewerbung eventuell auf 2034 verschoben werde. Am 17. März 2023 gab der Präsident des United States Olympic & Paralympic Committee (USOPC), Gene Sykes, in einem Interview bekannt, dass das IOC Salt Lake City um die Austragung der Spiele 2034 gebeten hätte. Hauptgrund hierfür sei, dass die Olympischen Sommerspiele 2028 in Los Angeles stattfinden werden. Seitens des IOC gab es hierzu keine Äußerungen. Am 29. November 2023 wurde bekannt, dass das IOC die Bewerbung Salt Lake Citys als bevorzugte Bewerbung ausgewählt hat. Am 12. Juni 2024 empfahl die Führung des IOCs der Generalversammlung den Zuschlag für die Spiele zu erteilen. Am 24. Juli 2024 erhielt man im Rahmen der 142. IOC-Sitzung in Paris den Zuschlag.

## Potenzielle Bewerbungen

### Kärnten – Friaul-Julisch Venetien – Slowenien
Der Kärntner Landeshauptmann Peter Kaiser brachte am 19. Februar eine mögliche Bewerbung Kärntens gemeinsam mit der italienischen Region Friaul sowie Sloweniens für die Spiele 2034 ins Spiel. Eine solche Bewerbung hatte es bereits für die Winterspiele 2006 gegeben. Am 11. September 2023 gaben Peter Kaiser sowie der slowenische Sportminister Matjaž Han offiziell bekannt, dass man an einer Bewerbung arbeite. Dies wurde vom Präsidenten der Region Friaul-Julisch Venetien, Massimiliano Fedriga, am 25. März 2024 unterstrichen. Am 11. April 2024 gab Kaiser bekannt, dass man sich mit den Vertretern der Region Friaul-Julisch Venetien sowie Sloweniens auf eine gemeinsame Bewerbung für die Olympischen Jugend-Winterspiele 2028 verständigt hätte, welche als Test für die Olympischen Winterspiele stattfinden sollen. Eine Bewerbung für die Spiele 2038 ist hierdurch deutlich wahrscheinlicher.

### Sapporo
In Sapporo fanden bereits 1972 Olympische Winterspiele statt. 92 Prozent der benötigten Anlagen für die Austragung würden bereits existieren und könnten auch verwendet werden. Zuerst wollte sich Sapporo für die Spiele 2030 bewerben doch in Folge des Skandales bei der Vergabe der Spiele nach Tokio sank die Unterstützung der Bevölkerung für die Spiele 2030 drastisch. So hieß es in einer Umfrage im Januar, dass zwei Drittel der Befragten gegen eine Austragung der Spiele in Sapporo sein. Am 10. April 2023 wurde bekannt, dass eine Verschiebung der Bewerbung auf 2034 im Raum stehe, so Yasuhiro Yamashita, Präsident des Japanischen Olympischen Komitees. Am 6. Oktober gab man bekannt, dass man eine Bewerbung für 2034 erwäge, jedoch skeptisch sei.

### Schweiz
Im April 2023 wurde bekannt, dass das IOC Gespräche mit Swiss Olympic über eine Austragung von zukünftigen Olympischen Winterspiele geführt habe. Sollte es zu einer Bewerbung kommen, würden die Austragungsorte über die gesamte Schweiz verteilt werden.

### Vancouver
Im Juni 2023 wurde bekannt, dass das IOC noch immer in Gesprächen mit Vancouver für zukünftige Olympische Spiele wäre. Jedoch wäre die frühste Kandidatur 2034, da es bei der geplanten Bewerbung für 2030 keine Unterstützung durch die Regierung gegeben hatte.